# Pednathise Head
Koordináták: é. sz. 49° 51′ 48″, ny. h. 6° 24′ 10″49.863333°N 6.402778°W
Pednathise Head kis sziget, az Egyesült Királyság és a Brit-szigetek legdélibb pontja a Csatorna-szigeteket nem számítva.
A Cornwall partjainál elhelyezkedő Scilly-szigetek Western Rocks csoportjának tagja. 1912-ben a sziget környékén zátonyra futott, majd elsüllyedt a görög 2600 tonnás gőzhajó, az Antonios. A hajó tengerfenéken fekvő roncsait ma szívesen látogatják meg búvárok.